# Jean-Joseph Marquis
Jean-Joseph Marquis est un homme politique français né le 14 août 1747 à Saint-Mihiel (Meuse) et décédé le 7 juin 1822 au même lieu.

## Biographie
Jean-Joseph Marquis, alors avocat, est élu représentant du tiers-état, le premier sur sept, aux États-généraux de 1789. Il vote en faveur du rattachement du Comtat Venaissin à la France, et en faveur de l'égalité entre les hommes libres de couleur et les hommes blancs dans les colonies.
La monarchie française s'effondre à l'issue de l'insurrection du 10 août 1792. En septembre, Marquis, devenu juge près la Haute-Cour nationale, est élu député du département de la Meuse, le deuxième sur huit, à la Convention nationale.
Marquis siège sur les bancs de la Plaine. Lors du procès de Louis XVI, il vote la détention durant la guerre puis le bannissement à la paix, et se prononce en faveur de l'appel au peuple et du sursis. Il est absent lors du scrutin sur la mise en accusation de Jean-Paul Marat et vote en faveur du rétablissement de la Commission des Douze.
Il reste député sous la convention montagnarde puis thermidorienne et passe au Conseil des Cinq-Cents, dont il démissionne le 14 ventôse an V.
En 1798, il est commissaire du gouvernement dans les quatre départements de la rive gauche du Rhin. Préfet de la Meurthe de 1800 à 1808, il est l'auteur de Mémoire statistique du département de la Meurthe : adressé au ministre de l'Intérieur, d'après ses instructions[lire en ligne]
Il est de nouveau député de 1811 à 1815.